# Berliner Fußballclub Dynamo 1984-1985
La pagina raccoglie i dati riguardanti la Dinamo Berlino nelle competizioni ufficiali della stagione 1984-1985.

## Stagione
Settimo titolo consecutivo per la Dinamo Berlino nella stagione 1984-85: la certezza matematica della vittoria arrivò con una giornata di anticipo, dopo aver travolto per 8-0 il Motor Suhl. In coppa nazionale la Dinamo Berlino arrivò fino alla finale dove incontrò la Dinamo Dresda, già rivale per la lotta alla vittoria del campionato, ma questa volta l'esito fu diverso (3-2 per la Dinamo Dresda). In Coppa dei Campioni la Dinamo Berlino si fermò agli ottavi di finale, dove erano approdati eliminando l'Aberdeen ai rigori. A eliminare i tedeschi orientali furono gli austriaci dell'Austria Vienna.

## Maglie e sponsor
Nessuna variazione per le divise della Dinamo Berlino nella stagione 1984-85: viene tuttavia introdotta una nuova maglia per le partite interne, di colore amaranto con maniche bianche.
| Manica sinistra · Maglietta · Manica destra · Pantaloncini · Calzettoni | Manica sinistra · Maglietta · Maglietta · Manica destra · Pantaloncini · Calzettoni | Manica sinistra · Manica sinistra · Maglietta · Manica destra · Manica destra · Pantaloncini · Calzettoni | Manica sinistra · Maglietta · Maglietta · Manica destra · Pantaloncini · Calzettoni |

## Organigramma societario
Area direttiva:
- Presidente:  Erich Mielke

Area tecnica:
- Allenatore:  Jürgen Bogs

## Rosa
| N. |                         | Ruolo | Calciatore            |
| -- | ----------------------- | ----- | --------------------- |
|    | Germania Est (bandiera) | P     | Bodo Rudwaleit        |
|    | Germania Est (bandiera) | P     | Reinhardt Schwerdtner |
|    | Germania Est (bandiera) | P     | Marco Kostmann        |
|    | Germania Est (bandiera) | D     | Andreas Belka         |
|    | Germania Est (bandiera) | D     | Heiko Brestrich       |
|    | Germania Est (bandiera) | D     | Waldemar Ksienzyk     |
|    | Germania Est (bandiera) | D     | Mario Maek            |
|    | Germania Est (bandiera) | D     | Andreas Rath          |
|    | Germania Est (bandiera) | D     | Frank Rohde           |
|    | Germania Est (bandiera) | D     | Bernd Schulz          |
|    | Germania Est (bandiera) | D     | Norbert Trieloff      |
|    | Germania Est (bandiera) | D     | Artur Ullrich         |
|    | Germania Est (bandiera) | D     | Torsten Zander        |
|    | Germania Est (bandiera) | C     | Christian Backs       |

| N. |                         | Ruolo | Calciatore      |
| -- | ----------------------- | ----- | --------------- |
|    | Germania Est (bandiera) | C     | Holger Fandrich |
|    | Germania Est (bandiera) | C     | Thomas Grether  |
|    | Germania Est (bandiera) | C     | Eike Küttner    |
|    | Germania Est (bandiera) | C     | Bernd Schulz    |
|    | Germania Est (bandiera) | C     | Frank Terletzki |
|    | Germania Est (bandiera) | C     | Oliver Standke  |
|    | Germania Est (bandiera) | C     | Rainer Troppa   |
|    | Germania Est (bandiera) | A     | Rainer Ernst    |
|    | Germania Est (bandiera) | A     | Olaf Hirsch     |
|    | Germania Est (bandiera) | A     | Bernd Kubowitz  |
|    | Germania Est (bandiera) | A     | Jan Voß         |
|    | Germania Est (bandiera) | A     | Frank Pastor    |
|    | Germania Est (bandiera) | A     | Andreas Thom    |

## Risultati

### Coppa della Germania Est
|  | Motor Nordhausen | 1 – 6 | BFC Dynamo |  |

|  | Chemie Böhlen | 0 – 2 | BFC Dynamo |  |

|  | Wismut Aue | 3 – 1 | BFC Dynamo |  |

|  | BFC Dynamo | 2 – 0 | Wismut Aue |  |

| Berlino | BFC Dynamo | 7 – 0 | Vorwärts Stralsund |  |

|  | Vorwärts Stralsund | 0 – 1 | BFC Dynamo |  |

|  | BFC Dynamo | 3 – 4 | Magdeburgo |  |

|  | Magdeburgo | 0 – 2 | BFC Dynamo |  |

| Arbitro: | Manfred Roßner (Gera) |

|                                    |           |                    |
| Döschner 43’ Stübner 59’ Minge 67’ | Marcatori | 51’ Thom 88’ Ernst |

### Coppa dei Campioni[1]
| Arbitro: | v. Langenhove |

|                |           |            |
| Black 34’, 68’ | Marcatori | 83’ Schulz |

| Arbitro: | Agnolin |

|                    |           |           |
| Thom 49’ Ernst 84’ | Marcatori | 68’ Angus |

| Arbitro: | Soriano Aladren |

|                         |           |                                         |
| Thom 7’, 52’ Pastor 88’ | Marcatori | 36’ Steinkogler 42’ Polster 60’ Nyilasi |

| Arbitro: | Keizer |

|                                |           |              |
| Prohaska 5’ (rig.) Nyilasi 65’ | Marcatori | 46’ Trieloff |

## Statistiche

### Statistiche di squadra
| Competizione       | Punti | In casa | In casa | In casa | In casa | In casa | In casa | In trasferta | In trasferta | In trasferta | In trasferta | In trasferta | In trasferta | Totale | Totale | Totale | Totale | Totale | Totale | DR  |
| Competizione       | Punti | G       | V       | N       | P       | Gf      | Gs      | G            | V            | N            | P            | Gf           | Gs           | G      | V      | N      | P      | Gf     | Gs     | DR  |
| ------------------ | ----- | ------- | ------- | ------- | ------- | ------- | ------- | ------------ | ------------ | ------------ | ------------ | ------------ | ------------ | ------ | ------ | ------ | ------ | ------ | ------ | --- |
| DDR-Oberliga       | 44    | 13      | 12      | 0       | 1       | 50      | 10      | 13           | 8            | 4            | 1            | 40           | 18           | 26     | 20     | 4      | 2      | 90     | 18     | +72 |
| FDGB Pokal         | -     | 3       | 2       | 0       | 1       | 12      | 4       | 6            | 5            | 0            | 1            | 12           | 7            | 9      | 7      | 0      | 2      | 24     | 11     | +13 |
| Coppa dei Campioni | -     | 2       | 1       | 1       | 0       | 5       | 4       | 2            | 0            | 0            | 2            | 2            | 4            | 4      | 1      | 1      | 2      | 7      | 8      | -1  |
| Totale             | -     | 18      | 15      | 1       | 2       | 67      | 18      | 21           | 13           | 4            | 4            | 54           | 29           | 39     | 28     | 5      | 6      | 114    | 37     | +77 |

### Statistiche dei giocatori
| Giocatore | DDR-Oberliga | DDR-Oberliga | DDR-Oberliga | DDR-Oberliga | FDGB Pokal | FDGB Pokal | FDGB Pokal  | FDGB Pokal | Coppa dei Campioni | Coppa dei Campioni | Coppa dei Campioni | Coppa dei Campioni | Totale   | Totale | Totale      | Totale     |
| Giocatore | Presenze     | Reti         | Ammonizioni  | Espulsioni   | Presenze   | Reti       | Ammonizioni | Espulsioni | Presenze           | Reti               | Ammonizioni        | Espulsioni         | Presenze | Reti   | Ammonizioni | Espulsioni |
| --------- | ------------ | ------------ | ------------ | ------------ | ---------- | ---------- | ----------- | ---------- | ------------------ | ------------------ | ------------------ | ------------------ | -------- | ------ | ----------- | ---------- |
| Backs     | 25           | 8            | 2            | ?            | 8          | ?          | ?           | ?          | 4                  | ?                  | ?                  | ?                  | 37       | 8+     | 2+          | ?          |
| Belka     | 6            | ?            | 1            | ?            | 1          | ?          | ?           | ?          | ?                  | ?                  | ?                  | ?                  | 7+       | ?      | 1+          | ?          |
| Brestrich | 1            | ?            | ?            | ?            | ?          | ?          | ?           | ?          | ?                  | ?                  | ?                  | ?                  | 1+       | ?      | ?           | ?          |
| Ernst     | 25           | 24           | 2            | ?            | 8          | 10         | ?           | ?          | 4                  | 2                  | ?                  | ?                  | 37       | 36     | 2+          | ?          |
| Fandrich  | 1            | ?            | ?            | ?            | ?          | ?          | ?           | ?          | ?                  | ?                  | ?                  | ?                  | 1+       | ?      | ?           | ?          |
| Grether   | 14           | 1            | 1            | ?            | 6          | ?          | ?           | ?          | 2                  | ?                  | ?                  | ?                  | 22       | 1+     | 1+          | ?          |
| Hirsch    | 11           | 1            | ?            | ?            | 5          | ?          | ?           | ?          | 1                  | ?                  | ?                  | ?                  | 17       | 1+     | ?           | ?          |
| Kostmann  | ?            | ?            | ?            | ?            | 1          | ?          | ?           | ?          | ?                  | ?                  | ?                  | ?                  | 1+       | ?      | ?           | ?          |
| Ksienzyk  | 18           | ?            | ?            | ?            | 7          | 1          | ?           | ?          | 4                  | ?                  | ?                  | ?                  | 29       | 1+     | ?           | ?          |
| Kubowitz  | 1            | ?            | ?            | ?            | 1          | ?          | ?           | ?          | ?                  | ?                  | ?                  | ?                  | 2+       | ?      | ?           | ?          |
| Küttner   | 3            | ?            | ?            | ?            | ?          | ?          | ?           | ?          | ?                  | ?                  | ?                  | ?                  | 3+       | ?      | ?           | ?          |
| Maek      | 13           | 1            | 2            | ?            | 3          | ?          | ?           | ?          | 3                  | ?                  | ?                  | ?                  | 19       | 1+     | 2+          | ?          |
| Pastor    | 26           | 22           | ?            | ?            | 9          | 6          | ?           | ?          | 4                  | 1                  | ?                  | ?                  | 39       | 29     | ?           | ?          |
| Rath      | 6            | ?            | ?            | ?            | 2          | ?          | ?           | ?          | 1                  | ?                  | ?                  | ?                  | 9        | ?      | ?           | ?          |
| Rohde     | 23           | 3            | ?            | ?            | 9          | 1          | ?           | ?          | 4                  | 1                  | ?                  | ?                  | 36       | 5      | ?           | ?          |
| Rudwaleit | 26           | ?            | ?            | ?            | 9          | ?          | ?           | ?          | 4                  | ?                  | ?                  | ?                  | 39       | ?      | ?           | ?          |
| Schulz    | 4            | ?            | ?            | ?            | 1          | ?          | ?           | ?          | ?                  | ?                  | ?                  | ?                  | 5+       | ?      | ?           | ?          |
| Standke   | 20           | 4            | 2            | ?            | 8          | 1          | ?           | ?          | 2                  | 1                  | ?                  | ?                  | 30       | 6      | 2+          | ?          |
| Terletzki | 21           | 3            | 2            | ?            | 7          | 1          | ?           | ?          | 4                  | 1                  | ?                  | ?                  | 32       | 5      | 2+          | ?          |
| Thom      | 26           | 14           | ?            | ?            | 9          | 6          | ?           | ?          | 4                  | 3                  | ?                  | ?                  | 39       | 23     | ?           | ?          |
| Trieloff  | 26           | 1            | 1            | ?            | 8          | ?          | ?           | ?          | 4                  | 2                  | ?                  | ?                  | 38       | 3+     | 1+          | ?          |
| Troppa    | 12           | 3            | ?            | ?            | 4          | ?          | ?           | ?          | 4                  | 1                  | ?                  | ?                  | 20       | 4+     | ?           | ?          |
| Ullrich   | 16           | ?            | ?            | ?            | 7          | ?          | ?           | ?          | 2                  | ?                  | ?                  | ?                  | 25       | ?      | ?           | ?          |
| Voß       | 7            | 3            | ?            | ?            | 1          | ?          | ?           | ?          | ?                  | ?                  | ?                  | ?                  | 8+       | 3+     | ?           | ?          |
| Zander    | ?            | ?            | ?            | ?            | 1          | ?          | ?           | ?          | ?                  | ?                  | ?                  | ?                  | 1+       | ?      | ?           | ?          |